# Llista d'estàndards de jazz
Aquesta és una llista alfabètica de la A a la Z d'estàndards de jazz. Es pretén que sigui una llista el més completa possible, incloent els estàndards de pop i els clàssics de les cançons de cinema que s'han interpretat en el jazz en nombroses ocasions i que són considerats part del repertori de jazz. Les entrades en cursiva són títols alternatius per a cançons que apareixen en altres parts de la llista.

## 0–9
- 12th Street Rag
- 42nd Street
- 500 Miles High
- 52nd Street Theme
- 9:20 Special

## A
- A-Tisket, A-Tasket
- "A" Train (vegeu Take the "A" Train)
- About a Quarter to Nine
- Ace in the Hole
- Accent on Youth
- Ac-Cent-Tchu-Ate the Positive
- Across the Alley from the Alamo
- Adieu Tristesse (orig. A Felicidade)
- Affirmation
- African Flower
- After You, Who?
- After You've Gone
- (Ah, the Apple Trees) When the World Was Young
- An Affair to Remember (Our Love Affair)
- Afro Blue
- After Hours
- After I Say I'm Sorry (orig. What Can I Say After...)
- After You
- After You've Gone
- Afternoon in Paris
- Água de Beber
- Águas de Março
- Ah-Leu-Cha
- Ain't Got Nothin' But the Blues
- Ain't Misbehavin'
- Ain't No Use
- Ain't That a Kick in the Head?
- Ain't Nobody's Business
- Ain't She Sweet
- Air Mail Special
- Airegin
- Alabamy Bound
- Alexander's Ragtime Band
- Alfie
- Algo Bueno (Woody 'n' You)
- Alice in Wonderland
- All Alone
- All Blues
- All by Myself
- All God's Chillun Got Rhythm
- All I Do Is Dream of You
- All in Love is Fair
- All My Life
- All My Tomorrows
- All of Me
- All of You
- All or Nothing at All
- All the Clouds'll Roll Away (orig. Liza (All the Clouds'll Roll Away))
- All the Things You Are
- All the Way
- All Through the Night
- All Too Soon
- Allen's Alley
- Almost Blue
- Almost Like Being in Love
- Alone
- Alone Together
- Alright, Okay, You Win
- Always
- Always True to You in My Fashion
- Am I Blue?
- Amazing Grace
- American Patrol
- Amor
- And Her Tears Flowed Like Wine
- And I Love Her
- And So It Goes
- And the Angels Sing
- Angel Eyes
- Another Star
- Anthropology
- Any Place I Hang My Hat Is Home
- Anything for You
- Anything Goes
- April in Paris
- Aquarela do Brasil
- Aquarius
- Aquellos Ojos Verdes (Green Eyes)
- Aren't You Glad You're You?
- Are You Havin' Any Fun?
- Around the World
- As Long as He Needs Me
- As Long as I Live
- As Time Goes By
- Ask Me Now
- At Last
- At Long Last Love
- At Sundown
- (At the)Darktown Strutters' Ball
- At the Jazz Band Ball
- Au Privave
- Auld Lang Syne
- Aunt Hagar's Blues
- Autumn in New York
- Autumn Leaves
- Avalon
- Azure

## B
- Baby Dear
- Baby Face
- Baby, It's Cold Outside
- Baby Won't You Please Come Home
- Back Home Again in Indiana
- Back in Your Own Backyard
- Back Water Blues
- Bad and the Beautiful
- Bags' Groove
- Bahia
- (The Ballad of) Mack the Knife
- Ballin' the Jack
- Baltimore Oriole
- Barbados
- Basin Street Blues
- Baubles, Bangles and Beads
- Be a Clown
- Be Careful, It's My Heart
- Be My Love
- Beale Street Blues
- Beat Me Daddy, Eight to the Bar
- Beautiful Black Eyes
- Beautiful Love
- Beatrice
- Beauty and the Beast
- Bebop in Pastel (Bouncing with Bud)
- Because of You
- Begin the Beguine
- Bei Mir Bistu Shein (Bei Mir Bist Du Schoen)
- Bemsha Swing
- Bernie's Tune
- Besame Mucho
- Bess, You Is My Woman Now
- Bessie's Blues
- The Best Is Yet to Come
- The Best Thing for You (Would Be Me)
- The Best Things in Life Are Free
- Best Wishes
- Between the Devil and the Deep Blue Sea
- Bewitched, Bothered, and Bewildered
- Beyond the Sea
- Bidin' My Time
- Big Butter and Egg Man
- Big Foot
- Big Nick
- Big Spender
- Bill
- Bill Bailey, Won't You Please Come Home
- Billie's Bounce
- Birdland
- Birks' Works
- The Birth of the Blues
- Black and Blue
- Black and Tan Fantasy
- Black Coffee
- Black Narcissus
- Black Nile
- Black Orpheus
- Blame It on My Youth
- Blood Count
- Bloomdido
- A Blossom Fell
- Blue and Sentimental
- Blue Bossa
- Blue Devil Blues
- Blue in Green
- Blue Lou
- Blue Monk
- Blue Moon
- Blue 'n' Boogie
- Blue Rondo à la Turk
- Blue Room
- Blue Skies
- Blue Train
- Blue Turning Grey Over You
- Blueberry Hill
- Blues for Alice
- Blues in My Heart
- Blues in the Closet
- Blues in the Night
- Bluesette
- Body and Soul
- Bohemia After Dark
- Bolivar Blues
- Bolivia
- Boplicity
- Born to Be Blue
- Bouncing with Bud
- Brazil (orig. Aquarela do Brasil)
- The Breeze and I
- Bright Size Life
- Broadway
- Broadway Blues
- Bugle Call Rag
- But Beautiful
- But Not for Me
- By Myself
- By the Light of the Silvery Moon
- Bye, Bye, Baby (Baby Goodbye)
- Bye Bye Blackbird
- Bye Bye Blues

## C
- C Jam Blues
- Ça, c'est l'amour
- Cabin in the Sky
- Cakewalk
- Call Me Irresponsible
- Canadian Sunset
- Candy
- Can't Help Lovin' Dat Man
- Can't We Be Friends
- Cantaloupe Island
- Caravan
- Careless Love
- Carioca
- Carolina in the Morning
- Cast Your Fate to the Wind
- C.C. Rider (vegeu See See Rider)
- C'est Magnifique
- C'est si bon
- Centerpiece
- Central Park West
- Chameleon
- Change of Season
- Change Partners
- Charade
- Charleston
- Chasin' the Bird
- Chattanooga Choo Choo
- Cheek to Cheek
- Chega de Saudade
- Chelsea Bridge
- Cherokee
- Cherry
- Cherry Pink and Apple Blossom White
- Cheryl
- Chicago (That Toddlin' Town)
- A Child Is Born
- Children of the Night
- China Boy
- Chinatown My Chinatown
- Chippie
- Chitlins con Carne
- Chlo-e
- The Christmas Song
- Christmas Time Is Here
- Christopher Columbus
- Chuva Delicada (orig. of The Gentle Rain)
- Clarinet Marmalade
- Close Enough for Love
- Close Your Eyes
- Cocktails for Two
- Cold, Cold Heart
- Come Dance with Me
- Come Fly with Me
- Come Rain or Come Shine
- Come Sunday
- Comes Love
- Con Alma
- Conception
- Confessin'
- Confirmation
- The Continental
- Copenhagen
- Coquette
- Corcovado (Quiet Nights of Quiet Stars)
- Corner Pocket
- A Cottage for Sale
- Cotton Tail
- Countdown
- Crazy He Calls Me
- Crazy Rhythm
- Creole Love Call
- Cry Me a River
- Crystal Silence

## D
- Daahoud
- Dancing in the Dark
- Dancing on the Ceiling
- Danny Boy
- Dark Eyes
- Darktown Strutters' Ball
- Darn That Dream
- Davenport Blues
- Day by Day
- Day Dream
- Day In, Day Out
- Days of Wine and Roses
- Dear Heart
- Dear Old Southland
- Dear Old Stockholm
- 'Deed I Do
- Deep in a Dream
- Deep Night
- Deep Purple
- Deep River
- Desafinado
- Detour Ahead
- Dexterity
- Diamonds Are a Girl's Best Friend
- Dinah
- Dindi
- Ding-Dong! The Witch Is Dead
- Dipper Mouth Blues
- Dizzy Atmosphere
- Dizzy's Business
- Django
- Do I Love You?
- Do It Again
- Do Nothin' Till You Hear from Me
- Do You Know What It Means to Miss New Orleans
- Doctor, Lawyer, Indian Chief
- Doggin' Around
- Dolphin Dance
- Donna Lee
- Don't Blame Me
- Don't Explain
- Don't Fence Me In
- Don't Get Around Much Anymore
- Don't Go to Strangers
- Don't Take Your Love from Me
- Don't Worry 'Bout Me
- Doodlin'
- Down by the Riverside
- Down in the Depths (On the Ninetieth Floor)
- Down with Love (song)
- Doxy
- Dream
- Dream a Little Dream of Me
- Dream Dancing
- Dream of You
- Dreamsville
- Drifting on a Reed
- Drop Me Off in Harlem
- Drum Boogie
- Duke's Place (vegeu C Jam Blues)

## E
- Early Autumn
- East of the Sun (and West of the Moon)
- Easter Parade
- Easy Does It
- Easy Living
- Easy to Love (nom curt de You'd Be So Easy to Love
- Echoes of Harlem
- Elmer's Tune
- Embraceable You
- Emily
- Epistrophy
- Equipoise
- Equinox
- E.S.P
- Estate
- Eternal Triangle
- Evergreen
- Every Day I Have the Blues
- Everybody Loves My Baby
- Everything but You
- Everything Happens to Me
- Everything I Have Is Yours
- Everything Must Change
- Evidence
- Ev'ry Time We Say Goodbye
- Exactly Like You
- Exodus

## F
- Falling in Love with Love
- Farewell Blues
- Fascinating Rhythm
- Fat Girl
- Feeling Good
- A Felicidade
- Fever
- Fine and Dandy
- Fine and Mellow
- A Fine Romance
- Fire Waltz
- Five Foot Two, Eyes of Blue (Has Anybody Seen My Gal?)
- Flamingo
- The Flat Foot Floogie
- A Flower Is a Lovesome Thing
- Fly Me to the Moon
- Flying Home
- A Foggy Day (In London Town)
- The Folks Who Live on the Hill
- Fools Rush In (Where Angels Fear to Tread)
- Footprints
- For All We Know
- For Once in My Life
- (I Love You) For Sentimental Reasons
- For You
- Forest Flower
- Four
- Four Brothers
- Fragile
- Frankie and Johnny
- Freddie Freeloader
- Freedom Jazz Dance
- Frenesí
- The Frim-Fram Sauce
- From This Moment On
- Full House

## G
- A Gal in Calico
- Gee, Baby, Ain't I Good to You
- The Gentle Rain
- Georgia on My Mind
- Get Happy
- Get Me to the Church on Time
- Get Out of Town
- (Get Your Kicks on) Route 66
- Ghost of a Chance (nom curt de Ghost of a Chance)
- Giant Steps
- The Girl from Ipanema
- The Girl That I Marry
- Girl Talk
- Give Me the Simple Life
- Glad to Be Unhappy
- Gloomy Sunday
- The Glory of Love
- God Bless the Child
- Goin' Out of My Head
- Golden Lady
- Gone with the Wind
- Good Bait
- Goody Goody
- The Good Life
- Good Morning Heartache
- Goodbye
- Goodbye Pork Pie Hat
- Goodnight My Love
- Grandpa's Spells
- Green Eyes (Aquellos Ojos Verdes)
- Greensleeves
- Groovin' High
- Guilty
- Gut Stomp
- The Gypsy in My Soul

## H
- Haitian Fight Song
- Half Nelson
- Hallelujah!
- Hallelujah I Love Her So
- Happiness Is a Thing Called Joe
- Hard Hearted Hannah (The Vamp of Savannah)
- Harlem Nocturne
- Has Anybody Seen My Gal?
- Haunted Heart
- Have I Told You Lately That I Love You?
- Have You Heard?
- Have You Met Miss Jones?
- Have Yourself a Merry Little Christmas
- Heart and Soul
- Heat Wave
- Heaven Watch the Philippines
- Heebie Jeebies
- Hello, Dolly!
- Hello, My Lover, Goodbye
- Hello, Young Lovers
- Here in My Heart
- Here's That Rainy Day
- He's Funny That Way (orig. She's...)
- He's My Guy
- Hi-Fly
- High Society
- Hit the Road to Dreamland
- Honeysuckle Rose
- Hong Kong Blues
- Hooray for Love
- Hot House
- Hot Toddy
- A House Is Not a Home
- How About Me?
- How About You?
- How Come You Do Me Like You Do?
- How Deep Is the Ocean?
- How Do You Keep the Music Playing?
- How High the Moon
- How Insensitive (orig. Insensatez)
- How Little We Know
- How Long Blues
- How Long Has This Been Going On?
- How My Heart Sings
- Humoresque
- A Hundred Years from Today

## I
- I Ain't Got Nobody
- I Ain't Got Nothin' But the Blues
- I Believe in You
- I Can't Believe That You're in Love with Me
- I Can't Escape from You
- I Can't Get Started
- I Can't Give You Anything but Love
- I Can't Stop Loving You
- I Concentrate on You
- I Could Go On Singing
- I Could Have Danced All Night
- I Could Write a Book
- I Cover the Waterfront
- I Cried for You
- I Didn't Know About You
- I Didn't Know What Time It Was
- I Don't Know Why (I Love You Like I Do)
- I Don't Stand a Ghost of a Chance with You
- I Don't Want to Walk Without You
- I Don't Want You to Go
- I Dreamed a Dream
- I Fall in Love Too Easily
- I Found a New Baby
- I Get a Kick Out of You
- I Get Along Without You Very Well
- I Got a Crush on You
- I Got a Right to Sing the Blues
- I Got It Bad (and That Ain't Good)
- I Got Lost in His Arms
- I Got Rhythm
- I Gotta Right to Sing the Blues
- I Guess I'll Hang My Tears Out to Dry
- I Guess I'll Have to Change My Plan
- I Hadn't Anyone Till You
- I Happen to Like New York
- I Have Dreamed
- I Hear a Rhapsody
- I Hear Music
- I Left My Heart in San Francisco
- I Let a Song Go Out of My Heart
- I Love Paris
- I Love You
- (I Love You) For Sentimental Reasons
- I Loves You, Porgy
- I Married an Angel
- I Mean You
- I Only Have Eyes for You
- I Remember Clifford
- I Remember You
- I See Your Face Before Me
- I Should Care
- I Surrender Dear
- I Thought About You
- I Wanna Be Loved
- I Want to Be Happy
- I Wish I Could Shimmy Like My Sister Kate
- I Wish I Knew How It Would Feel to Be Free
- I Wish I Were in Love Again
- I Wish You Love
- I Won't Dance
- (I'd Like to Get You on a) Slow Boat to China
- If I Could Be with You (One Hour Tonight)
- If I Had You
- If I Loved You
- If I Only Had a Brain
- If I Should Lose You
- If I Were a Bell
- If Love Were All
- If My Friends Could See Me Now
- If You Are But a Dream
- If You Could See Me Now
- If You Never Come Home to Me (orig. Inútil Paisagem)
- I'll Be Hard to Handle
- I'll Be Seeing You
- I'll Get By (As Long as I Have You)
- I'll Never Be the Same
- I'll Never Smile Again
- I'll Remember April
- I'll See You Again
- I'll Take Romance
- Ill Wind
- I'm Beginning to See the Light
- (I'm) Confessin' (that I Love You)
- I'm Coming Virginia
- I'm Getting Sentimental Over You
- I'm Glad There Is You
- I'm Gonna Lock My Heart (and Throw Away the Key)
- I'm in the Mood for Love
- I'm Just a Lucky So-and-So
- I'm Lost
- I'm Old Fashioned
- I'm Putting All My Eggs in One Basket
- I'm Sitting on Top of the World
- Imagination
- Impressions
- In a Mellow Tone
- In a Mist
- In a Sentimental Mood
- (In My) Solitude
- In the Arms of Love
- In the Blue of Evening
- In the Cool, Cool, Cool of the Evening
- In the Groove
- In the Mood
- In the Still of the Night
- In the Wee Small Hours of the Morning
- In Walked Bud
- In Your Own Sweet Way
- The Inch Worm
- Inner Urge
- Insensatez
- Interplay
- Inútil Paisagem
- Invitation
- Is You Is or Is You Ain't My Baby
- Isfahan
- Isn't It a Pity?
- Isn't It Romantic?
- Israel
- It All Depends on You
- It Could Happen to You
- It Don't Mean a Thing
- It Had Better Be Tonight (orig. Meglio stasera)
- It Had to Be You
- It Happened in Monterey
- It Might as Well Be Spring
- It Never Entered My Mind
- It Was Written in the Stars
- It's Been a Long, Long Time
- It's a Big, Wide, Wonderful World
- It's Easy to Remember (And So Hard to Forget)
- It's Magic
- It's Only a Paper Moon
- It's the Talk of the Town
- I've Found a New Baby
- I've Got a Crush on You
- I've Got a Gal in Kalamazoo
- I've Got My Love to Keep Me Warm
- I Gotta Right to Sing the Blues
- I've Got the World on a String
- I've Got You Under My Skin
- I've Grown Accustomed to Her Face

## J
- Ja-Da
- J'attendrai
- Jeepers Creepers
- Jersey Bounce
- Jim
- Jingle Bells
- Jitterbug Waltz
- Jive at Five
- Johnny Come Lately
- Jordu
- Jump, Jive an' Wail
- Jump Monk
- Jumpin' at the Woodside
- June in January
- Just a Closer Walk with Thee
- Just a Gigolo
- Just A-Sittin' and A-Rockin'
- Just Friends
- Just in Time
- Just One of Those Things
- Just Squeeze Me (But Please Don't Tease Me)
- Just The Way You Look Tonight
- Just You, Just Me

## K
- Kansas City
- Kansas City Stomp
- Keep Off the Grass
- King Porter Stomp
- A Kiss to Build a Dream On
- Ko-Ko
- Kogun

## L
- (Oh,) Lady Be Good
- Lady Bird
- The Lady Is a Tramp
- The Lady's in Love with You
- Lady Sings the Blues
- The Lamp Is Low
- Last Night When We Were Young
- The Last Time I Saw Paris
- Laura
- Lazy Bird
- Lazybones
- Lazy River
- Learnin' the Blues
- Lester Leaps In
- Let It Be
- Let It Snow
- Let There Be Love
- Let's Call the Whole Thing Off
- Let's Face the Music and Dance
- Let's Fall in Love
- Let's Get Away from It All
- Let's Misbehave
- Let's Take a Walk Around the Block
- Like Someone in Love
- Li'l Darlin'
- Li'l Liza Jane
- Limehouse Blues
- Linus and Lucy
- Litha
- Little Girl Blue
- Little White Lies
- Liza (All the Clouds'll Roll Away)
- Lonely Woman
- Lonesome Road
- Long Ago (and Far Away)
- Lonnie's Lament
- Look for the Silver Lining
- The Look of Love
- Look to the Sky
- Lorelei
- Lost in the Stars
- Louise
- Love Dance
- Love for Sale
- Love Is Here to Stay
- Love Is Just Around the Corner
- Love Is the Sweetest Thing
- Love Letters
- Love Me or Leave Me
- Love Theme from The Sandpiper
- Love Walked In
- Loveless Love
- Lover
- Lover, Come Back to Me
- Lover Man (Oh, Where Can You Be?)
- Luck Be a Lady
- Lujon
- Lullaby of Birdland
- Lulu's Back in Town
- Lush Life
- Lydia the Tattooed Lady

## M
- Mack the Knife
- Maiden Voyage
- Main Stem
- Magic Moments
- Make Believe
- Make Someone Happy
- Makin' Whoopee
- A Man and a Woman
- The Man I Love
- The Man That Got Away
- Manhã de Carnaval
- Manhattan
- El Manisero (The Peanut Vendor)
- Manteca
- Maple Leaf Rag
- Margie
- Maria
- Marie
- Mas Que Nada
- Maybe
- Maybe You'll Be There
- Mean to Me
- Meaning of the Blues
- Meditation
- Me and My Shadow
- Meet The Flintstones
- Meglio stasera
- Memories of Tomorrow
- Memories of You
- The Memphis Blues
- Mercy, Mercy, Mercy
- Michelle
- Midnight Sun
- Midnight Symphony
- Milestones
- Minority
- Minor Swing
- Miss Ann
- Miss Brown to You
- Mississippi Mud
- Misterioso
- Misty
- Moanin'
- Moanin' Low
- Moments Like This
- Moment's Notice
- Mon Homme
- Mona Lisa
- Monk's Dream
- The Mooche
- Mood Indigo
- Moody's Mood for Love
- Moonburn
- Moon Dreams
- Moon River
- Moon Song (That Wasn't Meant for Me)
- Moonglow
- Moonlight Becomes You
- Moonlight in Vermont
- Moonlight Serenade
- Moose the Mooche
- More
- The More I See You
- More Than You Know
- Die Moritat von Mackie Messer (Mack the Knife)
- Morning
- Morning Dance
- The Most Beautiful Girl in the World
- Moten Swing
- Motherless Child
- Mountain Greenery
- Move
- Mr. Bojangles
- Mr. P.C.
- Muskrat Ramble
- My Baby Just Cares for Me
- My Blue Heaven
- My Buddy
- My Darling, My Darling
- My Favorite Things
- My Foolish Heart
- My Funny Valentine
- My Heart Belongs to Daddy
- My Heart Stood Still
- My Mammy
- My Man (orig. Mon Homme)
- My Man's Gone Now
- My Melancholy Baby
- My Old Flame
- My One and Only Love
- My Reverie
- My Resistance Is Low
- My Romance
- My Shining Hour
- My Ship
- My Way
- Mysterious Traveller

## N
- Nagasaki
- Naima
- Nancy (With the Laughing Face)
- Nardis
- Nature Boy
- Near You
- Nefertiti
- The Nearness of You
- Nem Um Talvez
- Never My Love
- Never Will I Marry
- Nevertheless (I'm in Love with You)
- New Orleans
- Nica's Dream
- Nice 'n' Easy
- Nice Work If You Can Get It
- Night and Day
- The Night Has a Thousand Eyes
- A Night in Tunisia
- Night Train
- A Nightingale Sang in Berkeley Square
- No Other Love
- No Moon at All
- No More Blues (orig. Chega de Saudade)
- Nobody Else But Me
- Nobody Knows You When You're Down and Out
- Nobody's Sweetheart Now
- Nostalgia in Times Square
- Now It Can Be Told
- Now's the Time
- Nuages

## O
- An Occasional Man
- Of Thee I Sing
- Oh, Lady Be Good!
- Oh, You Crazy Moon
- Ol' Man River
- Old Devil Moon
- Old Folks
- Old Folks at Home
- Ole Buttermilk Sky
- Oleo
- On a Clear Day (You Can See Forever)
- On Green Dolphin Street
- On the Alamo
- On the Street Where You Live
- On the Sunny Side of the Street
- Once I Loved
- Once in a While
- One Morning in May
- One Note Samba
- One O'Clock Jump
- Only Trust Your Heart
- Oop Bop Sh'Bam
- Opus de Funk
- Orange Colored Sky
- Organ Grinder's Swing
- Ornithology
- Our Delight
- (Our) Love Is Here to Stay
- Out of Nowhere
- Out of This World
- Over the Rainbow

## P
- Panama
- Pannonica
- Papa Loves Mambo
- Paper Doll
- A Paper Moon
- Parisian Thoroughfare
- The Party's Over
- Passion Dance
- Peace
- Peace Piece
- The Peacocks
- The Peanut Vendor
- Peel Me a Grape
- Peg O' My Heart
- Pennies from Heaven
- A Penny for Your Thoughts
- Pensativa
- Pent-Up House
- Penthouse Serenade
- People
- People Will Say We're in Love
- Perdido
- Perfidia
- Peter Gunn
- Petite Fleur
- Pick Yourself Up
- Pinetop's Boogie Woogie
- The Pink Panther Theme
- Please Be Kind
- (Please) Do It Again
- Please Don't Talk About Me When I'm Gone
- Please Send Me Someone to Love
- Poinciana
- Polka Dots and Moonbeams
- Ponta de Areia
- Poor Butterfly
- Portrait of Jennie
- Potato Head Blues
- The Preacher
- Prelude to a Kiss
- Prisoner of Love
- P.S. I Love You
- Put Your Dreams Away (For Another Day)
- Puttin' On the Ritz

## Q
- Que reste-t-il de nos amours ?
- Que Sera, Sera (Whatever Will Be, Will Be)
- Quicksilver
- ¿Quién será? (Sway)
- Quiet Nights of Quiet Stars (orig. Corcovado)
- Quiet Now
- Quizás, Quizás, Quizás

## R
- Recorda Me
- Red Sails in the Sunset
- Reflections
- Reincarnation of a Lovebird
- Relaxin' at Camarillo
- Remember
- Rhythm-A-Ning
- River Man
- Riverboat Shuffle
- Road Song
- Rock-a-Bye Your Baby with a Dixie Melody
- Rockin' Chair
- Rockin' in Rhythm
- Rocks in My Bed
- Rose of the Rio Grande
- Rose Room
- 'Round Midnight
- Route 66
- Royal Garden Blues
- Ruby
- Ruby, My Dear
- Rudolph the Red-Nosed Reindeer
- Runnin' Wild
- Russian Lullaby

## S
- Saint Louis Blues
- Salt Peanuts
- Samba de Uma Nota Só (One Note Samba)
- Santa Claus Is Coming to Town
- Satin Doll
- Saturday Night (Is the Loneliest Night of the Week)
- Say It Isn't So
- Say It with Music
- Scotch and Soda
- Scrapple from the Apple
- The Second Time Around
- SSecret Love
- See See Rider (C.C. Rider)
- Send a Little Love My Way
- Send in the Clowns
- Señor Blues
- Sentimental Me
- September in the Rain
- The September of My Years
- September Song
- Serenade in Blue
- Serenata
- Seven Steps to Heaven
- The Shadow of Your Smile
- Shanghai Shuffle
- The Sheik of Araby
- She Didn't Say Yes
- She's Funny That Way
- Shine
- Shine on Harvest Moon
- Shiny Stockings
- A Ship Without a Sail
- Shoo-Fly Pie and Apple Pan Dowdy
- The Sidewinder
- Signing Off
- Silent Night
- Since I Fell for You
- Sing for Your Supper
- Sing My Heart
- Sing, Sing, Sing (With a Swing)
- Sing, You Sinners
- Singin' in the Rain
- Sister Sadie
- Skylark
- Sleep Warm
- A Sleepin' Bee
- Sleepy Time Down South
- (I'd Like to Get You on a) Slow Boat to China
- Smile
- Smoke Gets in Your Eyes
- Snake Rag
- Snuggled on Your Shoulder (Cuddled in Your Arms)
- So Nice (Summer Samba)
- So Rare
- So What
- Soft Lights and Sweet Music
- Soft Winds
- Softly, as I Leave You
- Softly, as in a Morning Sunrise
- Solar
- Solitude
- Some of These Days
- Some Other Spring
- Some Skunk Funk
- Somebody Loves Me
- Somebody Loves You
- Somebody Stole My Gal
- Someday My Prince Will Come
- Someday Sweetheart
- Someday (You'll Want Me to Want You)
- Someone to Light Up My Life
- Someone to Watch Over Me
- Something Cool
- Something to Live For
- Sometimes I Feel Like a Motherless Child
- Sometimes I'm Happy (Sometimes I'm Blue)
- Somewhere Along the Way
- Somewhere Over the Rainbow
- Song for My Father
- A Song for You
- The Song Is Ended
- The Song Is You
- Song of India
- Song of the Tree
- Sonny Boy
- Soon
- Sophisticated Lady
- The Sorcerer
- Soul Eyes
- South
- Spain
- Speak Low
- The Sphinx
- Spring Can Really Hang You Up the Most
- Spring Is Here
- Spring Will Be a Little Late This Year
- Squeeze Me
- St. James Infirmary Blues
- St. Thomas
- Stairway to the Stars
- Star Eyes
- Stardust
- Stars Fell on Alabama
- Stella by Starlight
- Steppin' Out with My Baby
- Stolen Moments
- Stompin' at the Savoy
- Stormy Monday Blues
- Stormy Weather
- Straight, No Chaser
- Straighten Up and Fly Right
- Strange Fruit
- Stranger in Paradise
- Strangers in the Night
- Street of Dreams
- Strike Up the Band
- A String of Pearls
- Strollin'
- (Darktown) Strutters' Ball
- Sugar
- Sugar Blues
- The Summer Knows
- Summertime
- Sunday
- A Sunday Kind of Love
- Sunny
- Superstition
- Surfboard
- The Surrey with the Fringe on Top
- Swanee River
- Sway
- Swedish Pastry
- Sweet and Lovely
- Sweet Georgia Brown
- Sweet Lorraine
- Sweet Sue, Just You
- Sweethearts on Parade
- Swing 42
- Swing Low, Sweet Chariot
- Swinging on a Star
- Swingmatism
- 'S Wonderful

## T
- 'Tain't Nobody's Biz-ness If I Do
- Take Five
- Take the "A" Train
- Taking a Chance on Love
- Tangerine
- A Taste of Honey
- Tea for Two
- Teach Me Tonight
- Ten Cents a Dance
- Tenderly
- Tenor Madness
- Thank Heaven for Little Girls
- Thanks for the Memory
- That Old Black Magic
- That Old Feeling
- That's a Plenty
- That's All
- That's Amore
- That's Life
- That's Why They Call Me Shine
- Them There Eyes
- There Is No Greater Love
- There! I've Said It Again
- There Must Be Somebody Else
- There Will Never Be Another You
- There'll Be Some Changes Made
- There's a Lull in My Life
- There's a Small Hotel
- There's No Such Thing As Love
- There's No You
- These Foolish Things (Remind Me of You)
- They Can't Take That Away from Me
- They Didn't Believe Me
- (They Long to Be) Close to You
- They Say It's Wonderful
- Things Ain't What They Used to Be
- The Things We Did Last Summer
- This Can't Be Love
- This Could Be The Start Of Something Big
- This Is All I Ask
- This Love of Mine
- This Masquerade
- This Time the Dream's on Me
- Thou Swell
- Three Coins in the Fountain
- Three Flowers
- Three Little Words
- Tiger Rag
- Till There Was You
- Time After Time
- Time on My Hands
- Time Remembered
- Tin Roof Blues
- Tin Tin Deo
- 'Tis Autumn
- To Each His Own
- To Keep My Love Alive
- To Love Somebody
- Tones for Joan's Bones
- Too Close for Comfort
- Too Darn Hot
- Too Good to Be True
- Too Marvelous for Words
- Topsy
- The Touch of Your Lips
- Tour de Force
- Triste
- The Trolley Song
- Try a Little Tenderness
- Turn Out the Stars
- Tuxedo Junction
- Twelfth Street Rag
- The Two Lonely People
- Two Sleepy People

## U
- Undecided
- Under a Blanket of Blue
- United - Art Blakey & The Jazz Messengers
- Until the Real Thing Comes Along
- (Up a) Lazy River
- Useless Landscape (orig. Inútil Paisagem)

## V
- Vaya con Dios
- The Very Thought of You
- La Vie en rose
- Violets for Your Furs
- Viper's Drag
- Vou Te Contar (Wave)

## W
- Wabash Blues
- Wait till You See Her
- Walkin' Shoes
- Walk On By
- Waltz for Debby
- Washboard Blues
- Watch What Happens
- Watermelon Man
- Waters of March (orig. Águas de Março)
- Wave (Vou Te Contar)
- Way Down Yonder in New Orleans
- The Way You Look Tonight
- Weary Blues
- Weed Smoker's Dream (Why Don't You Do Right?)
- We'll Be Together Again
- Well, You Needn't
- West Coast Blues
- West End Blues
- What a Diff'rence a Day Made
- What a Little Moonlight Can Do
- What a Wonderful World
- What Are You Doing the Rest of Your Life?
- What Can I Say After I Say I'm Sorry?
- What Is There to Say?
- What Is This Thing Called Love?
- What Kind of Fool Am I?
- What the World Needs Now Is Love
- What Now My Love
- Whatever Lola Wants
- What'll I Do
- What's New?
- When I Fall in Love
- When It's Sleepy Time Down South
- When My Sugar Walks Down the Street
- When Sunny Gets Blue
- When the Saints Go Marching In
- When the Sun Comes Out
- When You Wish Upon a Star
- When Your Lover Has Gone
- When You're Smiling
- Where Are You?
- Where or When
- Whiplash
- Whispering
- Whisper Not
- Who Can I Turn To?
- Why Don't You Do Right?
- Why Was I Born?
- Wild Women Don't Have the Blues
- Willow Weep for Me
- Windows
- Witchcraft
- Without a Song
- Wives and Lovers
- Wolverine Blues
- Won't You Come Home Bill Bailey
- Woodchopper's Ball
- Woody 'n' You
- The World Is Waiting for the Sunrise
- Wrap Your Troubles in Dreams

## Y
- Yardbird Suite
- Yellow Days
- Yes Sir, That's My Baby
- Yesterdays
- You and the Night and the Music
- You Are Too Beautiful
- You Belong to Me
- You Brought a New Kind of Love to Me
- You Can Depend on Me
- You Couldn't Be Cuter
- You Don't Know What Love Is
- You Go to My Head
- You Make Me Feel So Young
- You Must Have Been a Beautiful Baby
- You Send Me
- You Stepped Out of a Dream
- You Took Advantage of Me
- You Won't Be Satisfied (Until You Break My Heart)
- You'd Be So Easy to Love
- You'd Be So Nice to Come Home To
- Young and Foolish
- Young at Heart
- You're Driving Me Crazy
- You're Getting to Be a Habit with Me
- You're Just in Love
- You're My Everything
- You're My Thrill
- You're Nobody till Somebody Loves You
- You're the Cream in My Coffee
- You're the Top
- You've Changed
- You've Got What Gets Me

## Z
- Zing! Went the Strings of My Heart
- Zip-a-Dee-Doo-Dah[1]